# Drumchapel
Drumchapel (em gaélico escocês:  Druim a' Chapaill), conhecida pelos locais e residentes como The Drum, é uma região do norte da cidade de Glasgow, na Escócia.